# Els sirgadors del Volga
Els sirgadors del Volga (en rus: Эй, ухнем) és una famosa cançó tradicional russa, recollida per Mili Balàkirev i publicada en el seu llibre de cançons tradicionals el 1866.
Es tracta d'una autèntica cançó de sirgadors o arrossegadors de barcasses (en rus Бурлак, burlak). Balàkirev va publicar només la primera estrofa de la cançó. Les altres dues van ser afegides posteriorment. La cançó es va inspirar en el quadre d'Ilià Repin Els sirgadors del Volga (Бурлаки на Волге), que representa el sofriment de les classes baixes de la societat en la Rússia Imperial.
Aquesta cançó va ser popularitzada per Fiódor Xaliapin el 1936. L'arranjament que en feu Glenn Miller va arribar al número 1 en les llistes d'èxits dels EUA de l'any 1941. El compositor andalús Manuel de Falla va escriure un arranjament de la cançó, que va ser publicat sota el nom de Canto de los remeros del Volga (del cancionero musical ruso) el 1922, a instàncies del diplomàtic Ricardo Baeza, que treballava amb la Societat de Nacions per a proporcionar ajuda financera per als més de dos milions de refugiats russos que havien estat desplaçats i empresonats durant la Primera Guerra Mundial. Tots els guanys de la publicació de la cançó van ser donats a aquesta causa.